# Wilhelm von Lersner

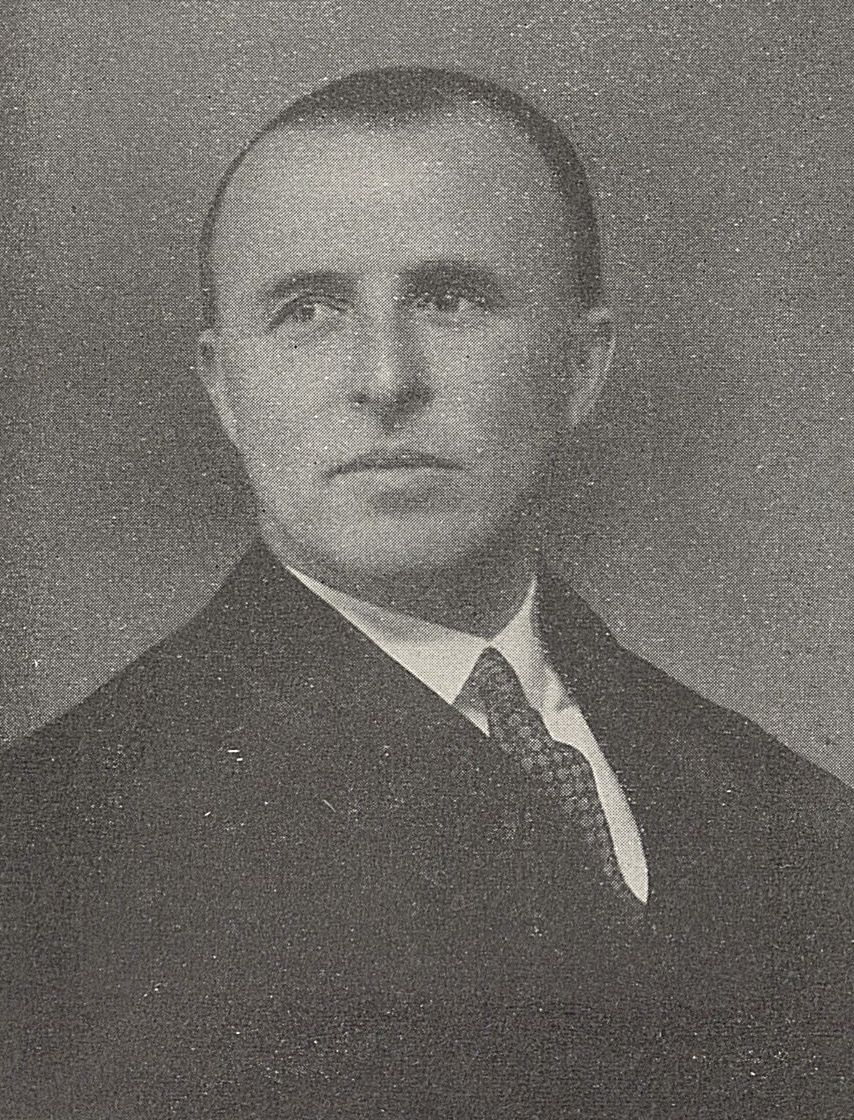
Wilhelm Lersner

Wilhelm Ferdinand Alexander Gottfried August Anton Freiherr von Lersner (* 9. Februar 1885 in Frankfurt am Main; † 1967) war ein deutscher Offizier. Er wurde bekannt als Organisator der deutschen Kriegsgefangenenfürsorge in der Spätphase des Ersten Weltkriegs und der Nachkriegsjahre. 

## Leben und Tätigkeit
Lersner geriet 1914 als Rittmeister in französische Kriegsgefangenschaft, in der er bis 1917 blieb. Nach seiner Heimkehr gründete er 1918 den Volksbund zum Schutze der deutschen Kriegs- und Zivilgefangenen, der sich der Fürsorge der deutschen Kriegsgefangenen widmete. Nach dem Krieg entstand aus dieser Organisation die Reichsvereinigung ehemaliger Kriegsgefangener (ReK).
Die Reichsvereinigung war überparteilich ausgerichtet und hielt sich mit politischen Äußerungen zunächst zurück. In der Endphase der Weimarer Republik ging sie auf Distanz zur Republik und ihrem Aufbau. 1933 wurde Lersner Bundesführer der ReK. Im selben Jahr gab die Organisation ihre Selbständigkeit durch Beitritt zum Kyffhäuserbund auf.
Nach dem Zweiten Weltkrieg leitete Lersner das Kriegsgefangenen-Archiv und Museum e.V.

## Familie
Lersner war seit Juni 1920 mit Gerta Dernen (* 1893) verheiratet.

## Schriften
- Gefangenschaft und Heimkehr, Berlin 1919.
- Heraus mit unseren Gefangenen, Hamburg 1919.
- Wir Gefangenen und die Not der Heimat, Berlin 1920.
- Zum deutschen "Wir"!, Berlin 1933.